# ستروکوو
ستروکوو (به لاتین: Strukov) یک منطقهٔ مسکونی در جمهوری چک است که در ناحیه اولومووتس واقع شده‌است. ستروکوو ۰٫۵۲ کیلومتر مربع مساحت و ۱۴۵ نفر جمعیت دارد و ۲۲۹ متر بالاتر از سطح دریا واقع شده‌است.